# 鷹司平通
鷹司 平通（たかつかさ としみち、1923年（大正12年）8月26日 - 1966年（昭和41年）1月27日）は、日本の鉄道研究家。日本交通公社交通博物館調査役。元交通博物館館長。五摂家の一つだった鷹司家の27代目当主。妻は昭和天皇の第3皇女・鷹司和子（孝宮和子内親王）。

## 生涯

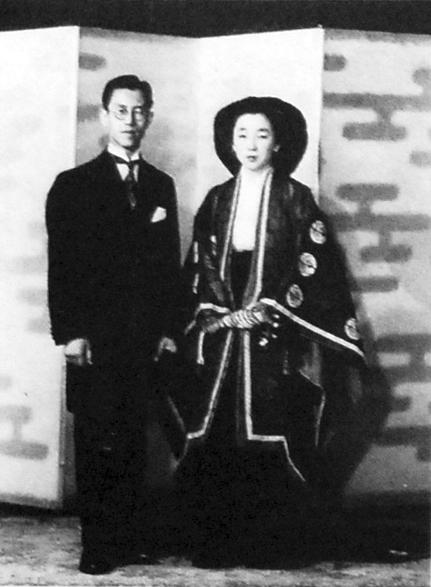
1950年（昭和25年）、和子内親王との結婚式

東京都出身。公爵鷹司信輔・綏子の嗣子。17歳のとき、大政翼賛会の公募に応じて会歌「大政翼賛の歌」（作詞：山岡勝人）を応募し、入選する。
1941年（昭和16年）に東京高等師範学校附属中学校（現在の筑波大学附属中学校・高等学校）を卒業。その後大阪理工科大学（現在の近畿大学）に進学し、卒業。
1950年（昭和25年）5月20日、東京高輪の光輪閣にて孝宮和子内親王（昭和天皇の第三皇女）と結婚。華族制廃止以後のため鷹司家は一般人の扱いであり、そのため天皇家から一般家庭への初の嫁入りとされ、民主化の象徴として話題になった。
幼時より大の鉄道好きとして知られ、交通博物館に勤務する傍ら鉄道の研究を行い、特に『鉄道物語』（サンケイ新聞出版局、1964年）は名著として知られる。鉄道友の会の世話役も務めた。
1966年（昭和41年）1月26日から行方不明になっていたが、28日に遺体が発見された（後述）。享年42。和子との間には子がなかったため、大給松平家から養子尚武（信輔の外孫）を取った。現在の鷹司家は、大給松平家からさらに鍋島氏を経て、血縁の上では少弐氏の男系子孫となっている。
大政翼賛の歌の他に、各地の小中学校の校歌も作曲している。

## 死去について
1966年（昭和41年）1月26日、台東区上野公園の国立美術館にて17世紀フランス名画展に出席。同日夜、銀座のバー「いさり火」に飲みに外出し、同店の従業員である前田美智子（39歳）を渋谷区千駄ヶ谷の彼女の自宅マンション（当時の鷹司邸から徒歩圏）に送り届けてそのまま帰宅しなかったため、1月28日夕方、交通博物館が警察に捜索願を提出した。
1月28日夕方、前田の自宅マンションにて、彼女とともに全裸の遺体で発見された。推定死亡時刻は1月27日午前1時から午前5時。同日午後6時に警察は宮内庁に連絡を取り、宮内庁の連絡から妻・和子が平通の死去を知った。29日午前0時に宮内庁から死去が発表された。和子は突然の夫の死去に取り乱すほどの大きなショックを受け、娘の身を案じた昭和天皇は入江相政侍従を鷹司邸へ直ちに派遣。その後、天皇・香淳皇后をはじめ皇族や親族が相次いで弔問に訪れた。
結婚時に注目を集めたことに加え、鉄道通の実直な人物と知られていただけに、死去は世間の関心を集め、1966年1月29日付・1月30日付『ニューヨーク・タイムズ』『ザ・タイムズ』でも1面や2面で大きく報じられた。29日夕方までに警察はストーブの不完全燃焼による一酸化炭素中毒での事故死と判断した。
日本のマスメディアでは『毎日新聞』が「鷹司平通氏が事故死」とだけ見出しに書いて報じるなど、いずれも控えめな扱いであり、毎日のデスクは2人が「素っ裸にガウン」の姿だったと認めつつ「皇室に対するエチケット」として「トップで扱うべきではない、と判断した」と述べた。また、三大紙では『朝日新聞』『毎日新聞』が事故死と報じたのに対し、『読売新聞』は「変死」と報じた。『週刊新潮』もまた「「事故死」を証明するものは何もない」と報じ、死因についても「問題のガスストーブを警視庁から借りてきて、テストしたんですが、不完全燃焼ということはなかった」「事故の起こった部屋の広さと換気率を計算に入れると、そう簡単にガスの不完全燃焼が生じるとは思えない」との東京ガス広報室長の発言を伝えている。

## 親族
父の鷹司信輔は公爵、貴族院議員、明治神宮宮司、鳥類学者。母の鷹司綏子は、公爵、貴族院議長・徳川家達の次女。
妻の鷹司和子（孝宮和子内親王）は、第124代天皇・昭和天皇の第3皇女。養子の鷹司尚武は、伊勢神宮大宮司（尚武は松平乗武・章子夫妻の長男、章子は平通の妹であり、尚武は平通の甥にあたる）。
妹の量子の夫は、元皇族の宇治家彦伯爵。

### 家族
- 父：鷹司信輔（公爵、第26代当主）
- 母：鷹司綏子（徳川家達次女）
- 祖父：鷹司煕通（公爵、第25代当主、鷹司輔煕養子）
- 祖母：鷹司順子（徳大寺実則娘）
- 祖父：徳川家達（公爵、徳川宗家第16代当主）
- 祖母：徳川泰子（近衛忠房長女）
- 曾祖父：九条尚忠（九条家第29代当主）
- 曾祖父：徳大寺実則（公爵、徳大寺家第29代当主）
- 曾祖父：徳川慶頼（田安徳川家第5・8代）
- 曾祖母：高井武子[注釈 2]（高井氏）
- 曾祖父：近衛忠房
- 曾祖母：近衛光子 [注釈 3]
- 叔父：鷹司信熙（男爵、陸軍軍人）
- 大伯母：英照皇太后（孝明天皇女御）
- 大伯父：九条道孝（公爵、九条家第31代当主、貞明皇后の父）
- 妻：鷹司和子（孝宮和子内親王）
- 再従兄乃至義父：昭和天皇
- 義母：香淳皇后
- 養子：鷹司尚武（平通の妹・章子の子、第28代当主）
- 妹：松平章子（松平乗武の妻）
- 義弟：松平乗武（海軍軍人、松平乗長の次男）
- 義姉：東久邇成子、久宮祐子内親王
- 義妹：池田厚子、島津貴子
- 義弟：第125代天皇・明仁（上皇）、常陸宮正仁親王
- 義甥：東久邇信彦、壬生基博、東久邇真彦、第126代天皇・徳仁（今上天皇）、秋篠宮文仁親王、島津禎久
- 義姪：高木文子、東優子、黒田清子

## 著書
- 『ぼくらの機関車』石垣七郎絵 羽田書店 こども絵文庫 1950年
- 『スチブンソン汽車発明物語』花山信吾絵 日本書房 学級文庫 1953年
- 『私たちの鉄道』阿部真久絵 あかね書房 小学生学習文庫 1953年
- 『おもしろい交通のれきし』東西文明社 精選学校図書館全集 1954年
- 『鉄道物語』サンケイ新聞出版局 ヒット・ブックス 1964年

### 共著編・監修
- 『世界の乗物』安井小彌太絵 監修 講談社の絵本 1954年
- 『自動車・汽車・汽船』宮本晃男共著 偕成社 図説文庫 1955年
- 『玉川こども百科 48 きかい』編 誠文堂新光社 1955年
- 『交通の図鑑 陸と海と空』上野喜一郎,宮本晃男共著 講談社の学習大図鑑 1959年
- 『飛行機・鉄道・汽船・自動車』宮本晃男共著 偕成社 目で見る児童百科 1964年
- 『小学生百科 11 飛行機・鉄道・汽船・自動車 新しい交通機関』宮本晃男共著 偕成社 1968年